# Инфразвук
Инфразвук е звук с честота, твърде малка, за да се улавя от човешкото ухо. За горна граница на инфразвуковите вълни се приемат честотите от 16 Hz до 20 Hz (минималната честота, която се улавя от човешкото ухо), а долната е неопределена – може да е 0,1 0,01 и т.н. Инфразвукът се характеризира със способност да се разпространява на големи разстояния и да заобикаля препятствия с малко разсейване. За него няма подходящи звукопоглъщащи материали. На разстояние от около 1000 km намалява интензитета си само с няколко децибела. Разсейва се, ако по пътя срещне голям обект като планина, хълм, голяма сграда и т.н. Сеизмичните вълни могат да пресекат цялата Земя.
Източници на инфразвук са: електрически заряди в атмосферата, лавини, земетресения, вулкани и метеори, водопади, морски вълни, оръдейни изстрели, взривове, звук от големи тежки машини и др.
Известно е, че китовете, слоновете, носорозите, жирафите, антилопите окапи и алигаторите използват инфразвук, за да предават съобщения на различни разстояния, например при китовете на много километри. Предполага се също, че мигриращите птици се ориентират и по инфразвуците, породени от естествени източници, като турбулентните въздушни течения над планините.

## Влияние върху човека
Установено е, че инфразвукът може да причини у човека чувство на безпокойство или страх. Въпреки че не се възприема съзнателно, инфразвукът може да причини неприятни емоции. При контролиран експеримент, резултатите от който са публикувани през септември 2003 г., публиката на концерт е помолена да оцени отношението си към множество музикални откъси, някои от които съпроводени с инфразвукови елементи. Участниците в експеримента не са знаели кои са откъсите с инфразвук. Много от тях (22%) описват чувства на тревога, безпокойство, дълбока тъга, нервност или страх, сякаш ги побиват ледени тръпки, по време на откъсите с инфразвук. При представянето на данните пред Британската асоциация за напредък на науката, отговорният за експеримента учен заявил: „Тези резултати подсказват, че нискочестотният звук може да причини на хората необичайни усещания, въпреки че те не могат съзнателно да долавят инфразвука.“ 

В музиката към някои филми се използва звук с много ниска честота, за да се внуши безпокойство и дезориентация на публиката. Така например във френския филм „Необратимо“ за тази цел е използван звук с честота 28 Hz, излъчван през първите 30 минути от прожекцията.
Една от теориите по въпроса е, че това се получава, защото инфразвукът може да съвпадне със сърдечния ритъм на човека (1 – 2 Hz) и при някои обстоятелства може да причини смърт (данните за това обаче не са официално потвърдени).

## Животински реакции към инфразвук
Животните, както и хората, имат особено поведение при инфразвук, който се излъчва при природни бедствия, и това може да послужи за ранно предупреждение. Отличен пример е земетресението в Индийския океан и последвалото цунами през декември 2004 г., когато много преди бедствието се забеляза бягство на животните от бреговете на Азия. Точната причина не е ясна, но се предполага, че животните бягат под влияние или на електромагнитни, или на инфразвукови вълни. Слоновете са известни с това, че могат да чуят инфразвук от 4 километра.